# Ra's al Ghul
Ra's Al Ghul (em árabe: رأس الغول; romaniz.: Raʾs al-Ġūl; lit. "Cabeça do Demônio"; algumas vezes romanizado como Rā's al Ghūl ou Rä's al Ghül), é um supervilão do DC Comics e um dos inimigos do Batman. Ele apareceu pela primeira vez na edição 232 da revista americana Batman, de junho de 1971. O personagem foi criado por Dennis O'Neil e Neal Adams. Ra's também teve sua aparição em Arrow .

## Armas e qualidades
Ra's possui o conhecimento e a experiência de alguém que viveu séculos. Detém grande riqueza, alta tecnologia, seguidores fanáticos dispostos a morrer em nome dele, e ainda um grupo de assassinos de elite chamada Liga dos Assassinos. 
Sua "arma" mais marcante é o Poço de Lázaro, uma mistura química de poções, venenos tóxicos e místicos que juntos, podem curar o mais doente ou ferido corpo que nela se banhe, ou até mesmo ressuscitar corpos já mortos. É por isso que Ra's tem idade sobre-humana. Porém a imersão em tal mistura mataria um corpo relativamente saudável que nele se banhasse.

## Histórico
Ra's nasceu no Oriente Médio em algum momento incerto anterior ao século XVII. Sendo uma criatura extremamente inteligente e culta, Ra's pesquisou química e biologia por anos até conseguir desenvolver uma poderosa mistura de ácidos e venenos que tinham o efeito de cura extrema, podendo ressuscitar corpos de falecidos. Assim, Ra's, toda vez que morria, seja por envelhecimento, doença ou assassinado, era ressuscitado após ter seu corpo inerte banhado nesta improvável mistura química a qual batizou de "Poço de Lázaro". Assim, Ra's continua vivo há séculos, acumulando conhecimento, riqueza, tecnologia e poder. Com o tempo, Ra's desenvolveu uma filosofia particular, a qual atraiu seguidores radicais dispostos a morrer e matar em seu nome. Os ideais de Ra's são, a princípio, bem intencionados e nobres, pois ele busca salvar a Humanidade das doenças, guerras e devastação ecológica, porém, para tanto, Ra's decidiu que é preciso diminuir drasticamente e imediatamente o tamanho da população humana, e que a população restante seja completamente obediente e limitada ao seu governo monocrático totalitário.
Ra's conheceu Batman através de sua filha Talia al Ghul (ou Talia Head, na versão anglicizada de seu nome), uma anti-heroína na melhor acepção do termo, a qual namorava o vigilante. Ao ver o potencial, intelecto, determinação e coragem que caracterizavam o Homem-Morcego, Ra's tentou amealhá-lo à sua causa, sonhando que sua filha tivesse filhos herdeiros com o vigilante de Gotham. Unindo as capacidades extraordinárias de ambos, herdeiros dignos da utopia distorcida de Ra's. Porém, Batman nunca aceitou a visão de Ra's, não só a rejeitando, como também combatendo-o muitas vezes. Ra's perdeu, com o tempo, a esperança de conquistar Bruce, passando a nutrir por ele apenas ódio mortal. No entanto, Bruce e Tália tiveram um filho não planejado, Damian Wayne. Ra's treinou seu neto desde a mais tenra infância, objetivando torná-lo herdeiro de seu império e objetivos, não titubeando em levar a criança a assassinar, para que se tornasse um guerreiro implacável. Mas Damian renegou o avô e seus ideais e se entregou à causa do pai vigilante. Damian, por sinal, é realmente um prodígio como seu avô previra, sendo o mais jovem Robin de todos já existentes, estreando-se com apenas oito anos de idade.
Entre suas maiores atrocidades, Ra's foi o responsável pela criação da variante devastadora do vírus Ebola, roubado pela Ordem de São Dumas e usado contra a população de Gotham City na saga Contágio. Pouco tempo depois, o próprio Ra's tentou contaminar a população mundial , espalhando focos em vários continentes, na saga O Legado do Demônio, em ambos os casos, só sendo detido após causar milhares de mortes.
Em outra oportunidade, durante a saga Liga da Justiça: Torre de Babel, Tália descobriu arquivos secretos do Batman, onde o Cavaleiro das Trevas criou estratégias para derrotar cada um dos membros da Liga da Justiça, como o Superman, a Mulher-Maravilha e o Lanterna Verde, caso estes se tornassem maus por algum motivo. Ra's então colocou em prática tais planos, chegando a derrotar temporariamente a equipe. Ao final, os heróis conseguiram escapar do vilão, mas sentindo-se traídos entraram em conselho, o qual expulsaria o Dono da Noite da equipe, caso este não abandonasse a equipe antes ao prever a decisão de seus pares. Em vingança pelo fracasso de seu plano contra Batman e a Liga, Ghul roubou os caixões do falecido casal Wayne, tentando banhar os restos mortais dos pais de Bruce Wayne no Poço de Lázaro com o objetivo de atordoá-lo psicologicamente com o vilipêndio aos seus pais.

## Outras mídias
No cinema, foi interpretado por Liam Neeson no filme Batman Begins, dirigido por Christopher Nolan em 2005. Na segunda sequência, The Dark Knight Rises, Ra's é interpretado por Josh Pence em flashbacks de 30 anos antes da história de Batman Begins. Como todos os outros super vilões da série de Nolan, Ra's não possui poderes nem sequer tem o Poço de Lázaro, porém, quando sua alucinação se encontra com Bruce no  Poço (prisão aonde ficou por culpa de Bane), ele diz: "Há diversas formas de se ganhar a imortalidade..." Como também: "Eu disse que era imortal.", sendo que no filme, a "imortalidade" no qual se referia, seria seu legado de ações e ideais, que eram seguidos por sua filha, por Bane e por todos os membros da Liga das Sombras.
R's Al Ghul é mencionado algumas vezes na segunda temporada da série Arrow e aparece na terceira, interpretado por Matthew Nable e, a partir do último episódio, John Barrowman.
Ra´s al Ghul aparece no game Batman Arkham City, para PS3, X-Box 360 e Microsoft Windows.
Ra's al Ghul apareceu no filme Son of Batman e nos desenhos animados Batman Justiça Jovem.
Ra's também é um personagem jogável em Lego Batman 1, 2 e 3.
Ra's al Ghul aparece em Batman A Série Animada como líder da Sociedade das Sombras.
Ra's Al Ghul aparece no crossover de Batman com Superman em Superman A Série Animada.
Ra's Al Ghul aparece em Batman do Futuro no episódio "Retorno Ao Passado" onde ele sacrifica Talia e fica com o corpo dela. Ele almejava ficar com o corpo de Bruce rejuvenescido nos poços de Lázaro para se apropriar do corpo de Bruce, mas Bruce é salvo por Terry.  
Ra's Al Ghul aparece em Liga da Justiça vs Jovens Titãs, ele estava no inferno e lutou contra Damian,ele trabalhava para Trigon em troca de Juventude Eterna, disse que a magia do Poço de Lázaro vem do poder de Trigon.
Ra's Al Ghul aparece na série O Arqueiro, o titulo é passado para todo aquele que sobrevive à espada do Ra's antecessor ou a quem o Ra's atual determinar que seja compatível a esse posto; Ra's é controlador de recursos inimagináveis e possui uma legião de guerreiros dispostos a morrer pela sua vontade. Na série, o Ra's Al Ghul citado vive por mais de 100 anos e sua fonte de vida é o poço de Lázaro, que pode regenerar e trazer a vida.
Ra's Al Ghul é o principal vilão da terceira temporada da série Arrow, onde tenta fazer do Arqueiro Verde seu sucessor e casá-lo com sua filha Nyssa.
Ra's Al Ghul aparece na série Gotham, no final da terceira temporada. Encontra-se com Bruce Wayne no poço de Lázaro.